# Człon automatyki
Człon automatyki (ogniwo) - podstawowy element mechanizmu, dla którego można określić sygnał wejściowy i sygnał wyjściowy.
Wyróżniamy człon nieruchomy (związany z układem odniesienia), czyli tzw. podstawę, oraz człony ruchome (względem układu odniesienia).
Przykłady członów nieruchomych:
- korpus obrabiarki
- nadwozie samochodu

Przykłady członów ruchomych:
- frez
- koło zębate
- lina dźwigu
- koło samochodu